# Nacer Zekri
Nacer Zekri (ur. 8 marca 1971) – algierski piłkarz występujący na pozycji napastnika.

## Kariera klubowa
W swojej karierze Zekri występował między innymi w zespołach NA Hussein Dey oraz MC Algier. W sezonie 1992/1993 wraz z Hussein Dey wywalczył wicemistrzostwo Algierii, a w sezonie 1998/1999 z MC Algier zdobył mistrzostwo Algierii.

## Kariera reprezentacyjna
W latach 1990–1996 w reprezentacji Algierii Zekri rozegrał 11 spotkań. W 1996 roku został powołany do kadry na Puchar Narodów Afryki. Wystąpił na nim w meczu z RPA (1:2), a Algieria zakończyła turniej na ćwierćfinale.